# Max Goldstein
Max Goldstein (Bârlad, 1898 – Doftana, 1924) è stato un rivoluzionario rumeno, di orientamento comunista.

## Biografia

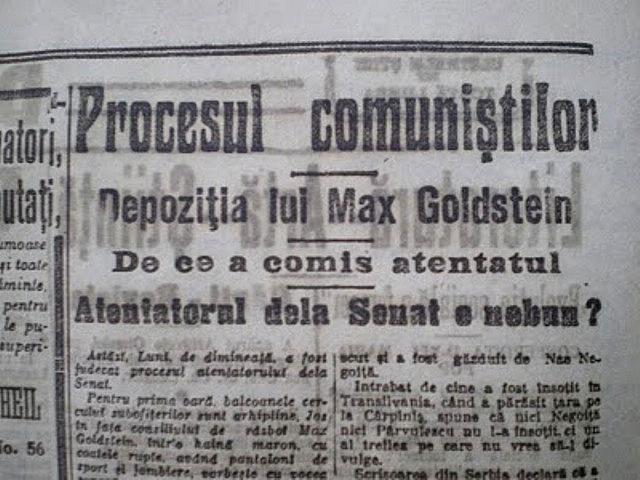
Articolo di giornale sulle testimonianza di Max Goldstein riguardante l'attacco terroristico del Senato rumeno l'8 Dicembre 1920

Nel novembre 1920 tentò invano di uccidere il ministro degli Interni rumeno Constantin Argetoianu piazzando una bomba sotto la carrozza ferroviaria dove viaggiava il politico. L'esplosione distrusse la carrozza ma Argentoianu rimane quasi illeso.
Pochi giorni dopo, l'8 dicembre 1920, assieme ad alcuni complici (Gelber Moscovici, Leon Lichtblau e Saul Ozias) organizzò un nuovo attentato di fronte alla sede Senato rumeno uccidendo il ministro della Giustizia Dimitrie Greceanu, due senatori (Demetriu Radu e Spirea Gheorghiu) e ferendo il Presidente del senato ed ex primo ministro Constantin Coandă.
A seguito del fallimento dell'attentato, Goldstein fuggì in Bulgaria, ma nell'ottobre 1921 venne arrestato mentre cercava di tornare in Romania.
Condannato all'ergastolo, morì di polmonite nel 1924 nel carcere di Doftana.